# Udet, syn divočiny
Udet, syn divočiny (1984) je dobrodružný román pro mládež odehrávající se v pravěku, který napsala česká spisovatelka Heda Halířová. Na rozdíl od Eduarda Štorcha, který měl své příběhy podložené vědeckými fakty, nechala se autorka inspirovat spíše svou fantazií. Staví proti sobě kmen primitivních zarostlých pralesních lidí, tzv. chlupatců, a lid ze savan a stepí, žijící na vyšší vývojové úrovni.

## Obsah románu
Ala žije spokojeně se svým mužem a synem Udetem. Všichni patří mezi stepní lid, který vede neustále boje s primitivním pralesním kmenem zarostlých lidí, tzv. chlupatců. Jednoho dne je chlupatci s velikou přesilou přepadnou a Alu s Udetem unesou. Ale se v zajetí brzy narodí dcera Charida, jejímž otcem je ještě Alin muž ze stepi, který při jejich přepadení zahynul. Vůdce chlupatců Gagan pak zařadí Alu mezi své ženy. Udet obstarává pro svou sestru a matku jídlo a na rozdíl od chlupatců se naučí při lovu používat kyj a pěstní klín. Často se také s chlupatci pere a díky své mrštnosti i síle je téměř neporazitelný.
Jednoho dne se Ala rozhodne s dětmi uprchnout ke svému lidu. Gagan je však pronásleduje, a když je Udet na lovu, Alu zavraždí. Pronásleduje i Charidu, ale Udet se včas vrátí a zachrání ji, V souboji pak Gagana zabije. Se svou sestrou se dále snaží najít svůj ztracený kmen. Na dlouhé cestě si ochočí vlka, podaří se mu zabít černého pardála, z nutnosti oba zlepšují své nástroje, obleky i obydlí a stávají se vynalézavými. Nakonec se jim podaří kmen stepních lidí najít, Ten jim projeví pro jejich zkušenosti obdiv a přijme je mezi sebe.